# Камо Сього
Сього Камо (яп. 加茂 正五, нар. 12 грудня 1915, Хамамацу — пом. 14 вересня 1977, Токіо) — японський футболіст, що грав на позиції нападника. Молодший брат іншого футболіста збірної Японії Такесі Камо.

## Клубна кар'єра
Грав за університетську команду Університету Васеда.

## Виступи за збірну
1936 року дебютував в офіційних матчах у складі національної збірної Японії. Був учасником футбольного турніру на Олімпійських іграх 1936 року. Протягом кар'єри у національній команді, яка тривала усього 3 роки, провів у формі головної команди країни 7 матчів, забивши 4 голи.
Помер 14 вересня 1977 року від інфаркту міокарда на 62-му році життя.